# 吉永村 (静岡県志太郡)
吉永村（よしながむら）は、かつて静岡県志太郡にあった村である。

## 沿革
- 1889年（明治22年）4月1日 - 町村制施行に伴い志太郡中島村、高新田村［大部分］、飯淵村、吉永村［大部分］、利右衛門村、宗高村［一部］が合併し、吉永村が発足。
- 1955年（昭和30年）3月31日 - 志太郡静浜村、相川村と合併し、大井川町となり消滅。

## 教育機関
2018年現在、旧村域には焼津市立大井川南小学校がある。(130年の歴史がある小学校だが、旧村内にあったかどうかは不明)

## 交通

### 道路
- 国道150号